# Прапор Краснопільського району
Пра́пор Краснопі́льського райо́ну затверджений 29 грудня 2001 року на 19-й сесії XXIII скликання Краснопільської районної ради.

## Опис
Прапор району являє собою полотнище зі співвідношенням сторін 2:3, у білому полі (довжина 1/3 прапора) три малинові шестипроменеві зірки (розмах променів становить 1/4 ширини прапора), у малиновому полі золотий козацький хрест (розмах рамен рівний 2,5/4 ширини прапора).